# Stenpiren

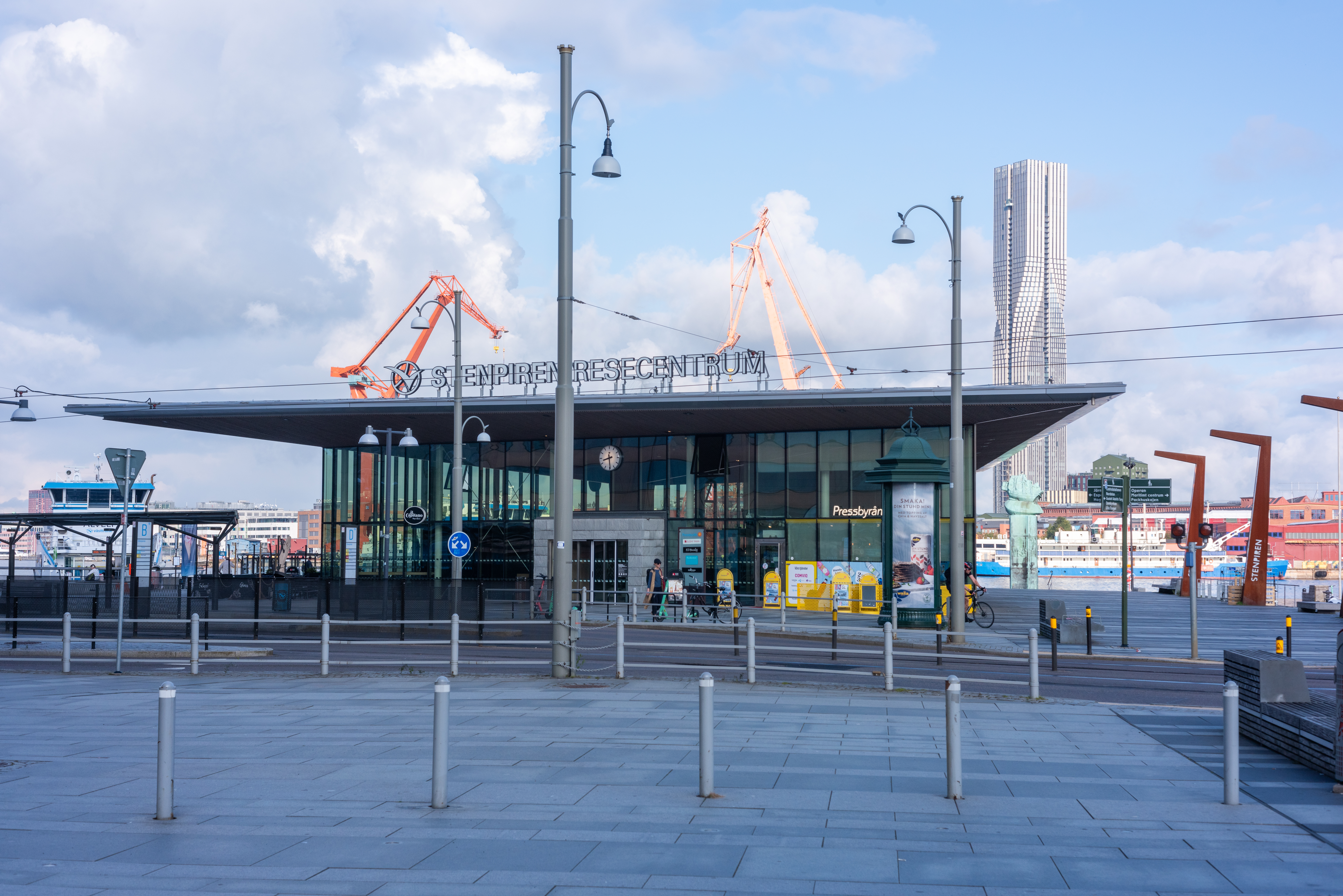
Stenpiren med den nya terminalbyggnaden.

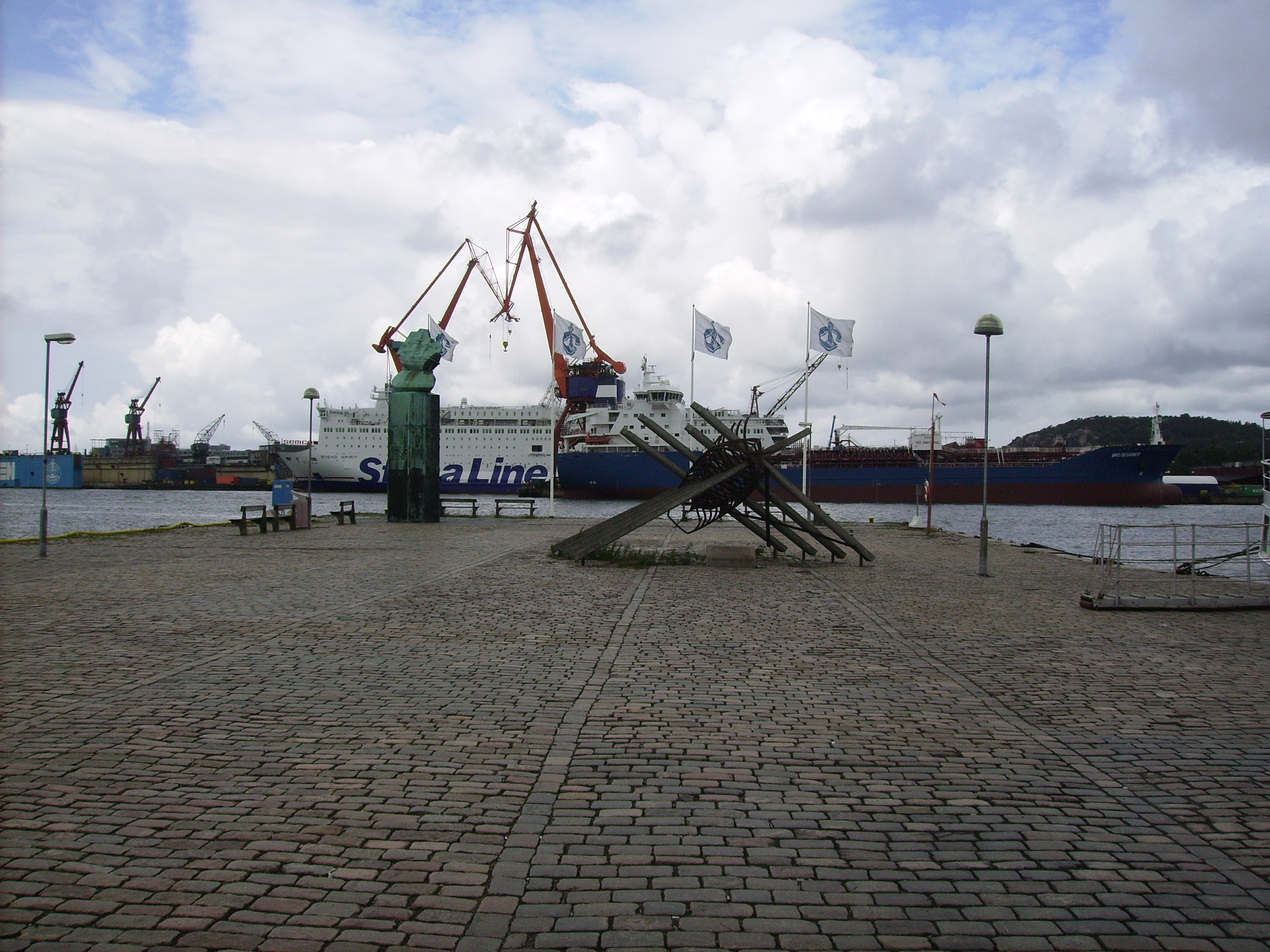
Stenpiren innan terminalen byggdes, med Delawaremonumentet till vänster och Krigsseglarnas minnesmärke till höger.

Stenpiren, tidigt även Skeppsbron, är en pir, byggd i sten utanför Skeppsbroplatsen och Stora Hamnkanalens mynning i stadsdelen inom Vallgraven i Göteborgs hamn.

## Historik
Piren byggdes under åren 1844–1845 och fick sitt nuvarande namn 1883. På denna plats fanns tidigare Träpiren, en till hälften så bred träbrygga, vilken var en av stadens första kajanläggningar. Härifrån utgick förr alla skärgårdsbåtar. Stora Bommens Hamn låg direkt nordost om Stenpiren, vid infarten till Stora Hamnkanalen. Den 24 oktober 1893 föreslogs att "-- det å yttre ändan af stenbron måtte anbringas en lanterna med rödt sken, hvilken blifver lysande åt alla sidor, jemväl inåt bron, för att tillika utgöra en väl behöflig varning för vandrare å densamma." Detta även på grund av "--ständiga klagomål, i synnerhet af befälhafvare å ångfartyg, hvilka nattetid ankomma och hafva anvisade tilläggningsplatser vid någon af broarne vid Stora Bommen,--."
När Stenpiren blev för trång byggdes 1922, precis väster om denna, Träpiren vilken revs med början 4 februari 1954.
Då Götaverken 1973 behövde mer svängrum vid sin flytdocka samt då segelrännan måste flyttas, kapades Stenpiren med 42 meter. Dess nuvarande kajlängd är 215 meter och vattendjupet 3–6 meter. År 1900 var dess längd 151 meter, medelbredden var 16 meter och ytan 2 416 kvadratmeter.
"Marstrandsbolaget" och "Bohuslänska kusten" hade här sina ångare förtöjda.
Mellan 1997 och 2012 fanns vid Stenpiren Krigsseglarnas minnesmärke, som sedan flyttades och återinvigdes 2015 på sin nya plats cirka 1 km bort nära Barken Viking.

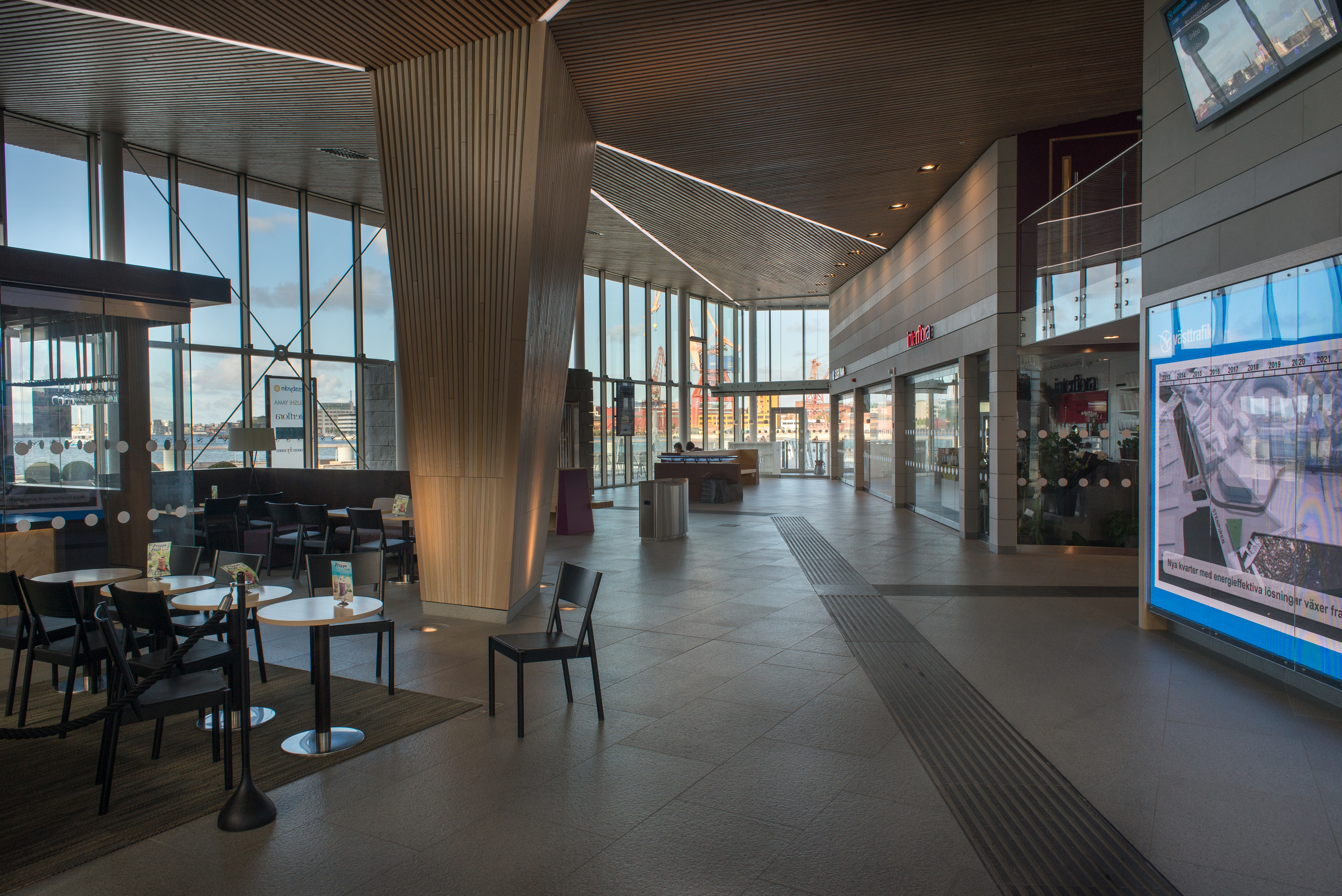
Interiör av resecentrumet.
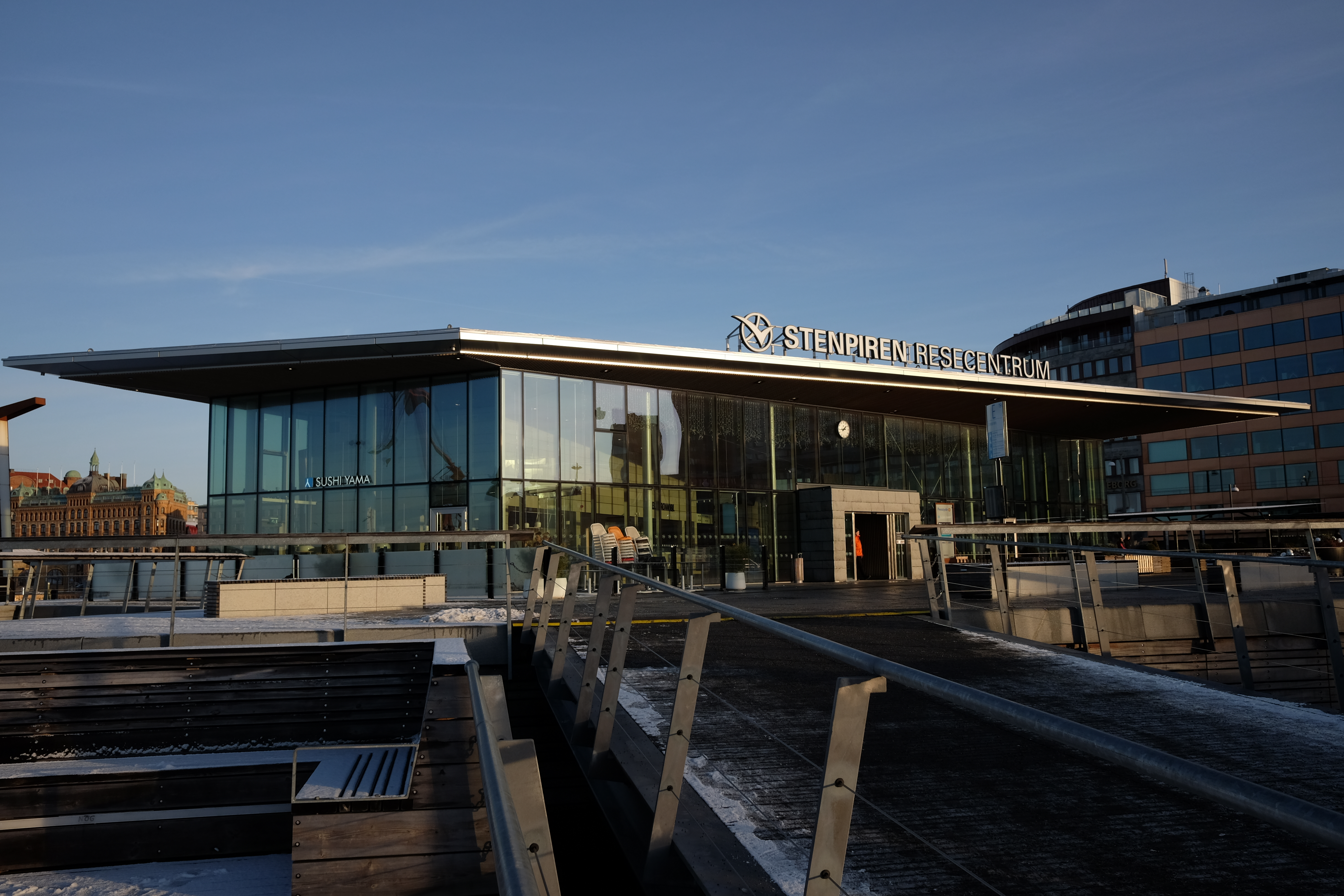
Stenpiren från kajhållet.
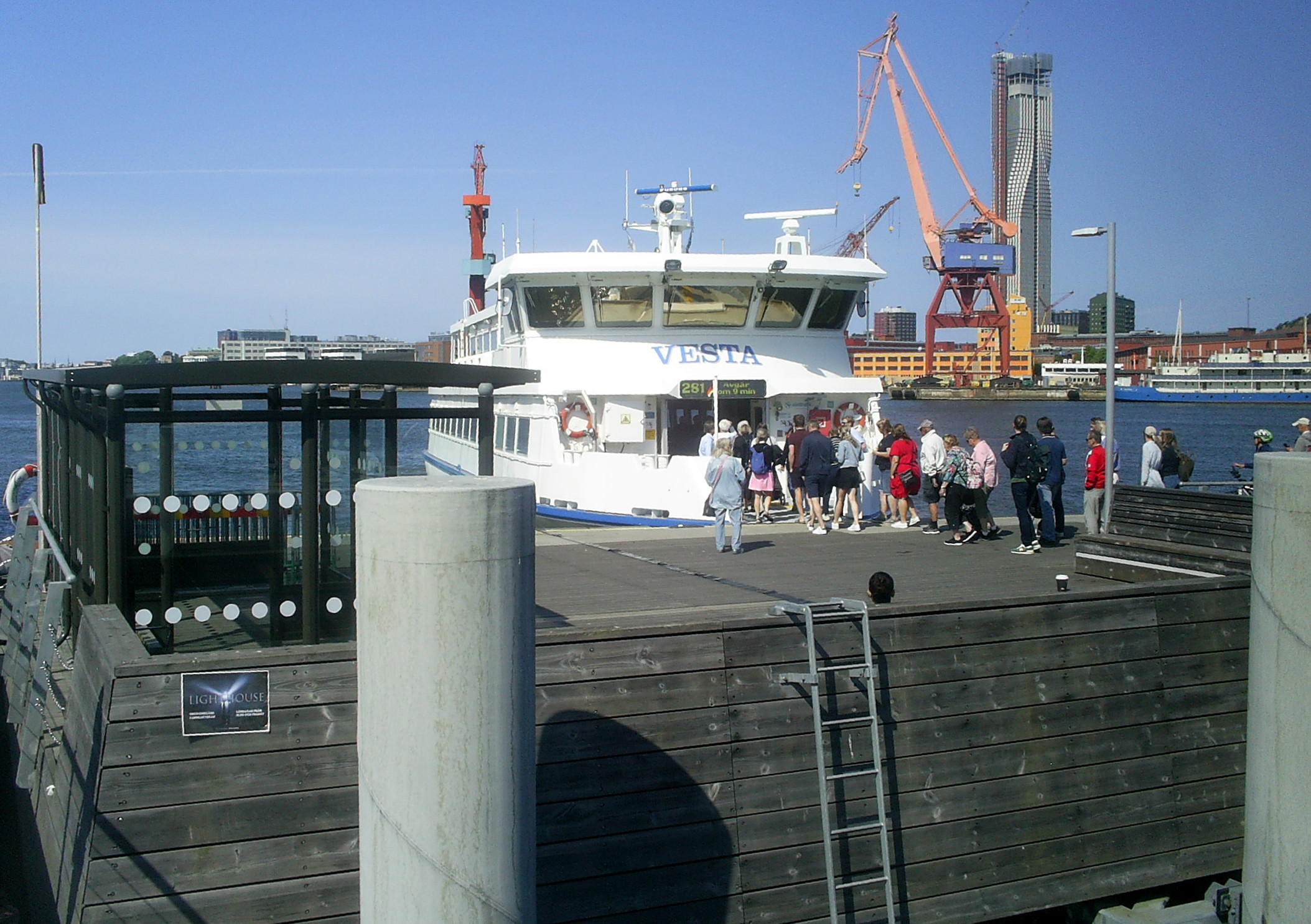
Stenpiren båthållplats

## Stenpiren spårvagnshållplats
Då spårvagnshållplatsen öppnade i Projekt Skeppsbron blev Stenpiren från 16 augusti 2015 en knutpunkt för kollektivtrafik. Spårvagnsspår går från Kämpebron, förbi Lilla torget och fram till Stenpiren där en terminalbyggnad har byggts för spårvagn, stombuss, regional expressbuss, andra busslinjer och båttrafik. Spåret går sedan till Järntorget via Stora Badhusgatan. Detta spår minskar spårvagnarnas restid Brunnsparken–Järntorget med fyra minuter.
Den nya trafikknutpunkten tilldelades 2017 Sienapriset, Sveriges Arkitekters pris för landskapsarkitektur.

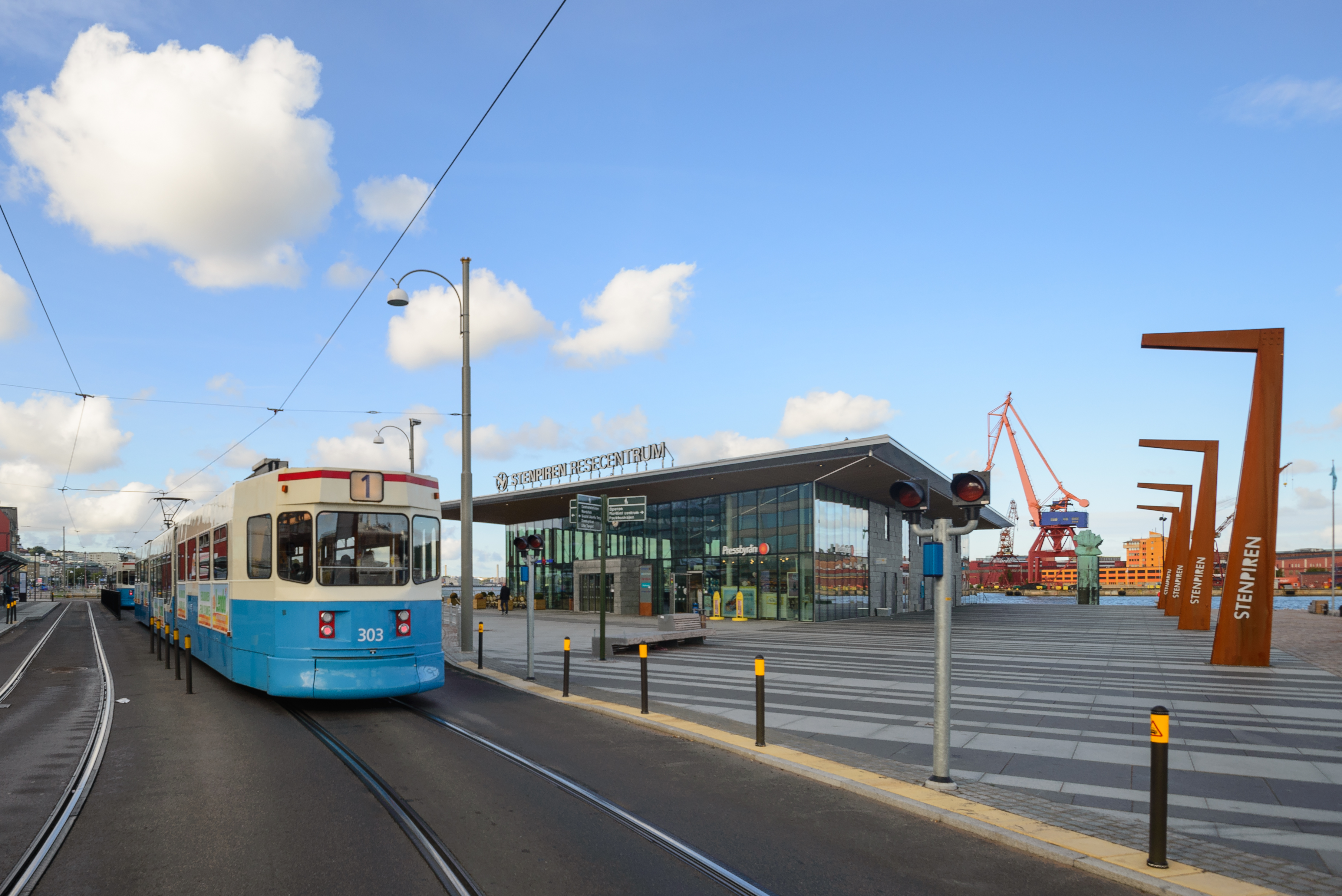
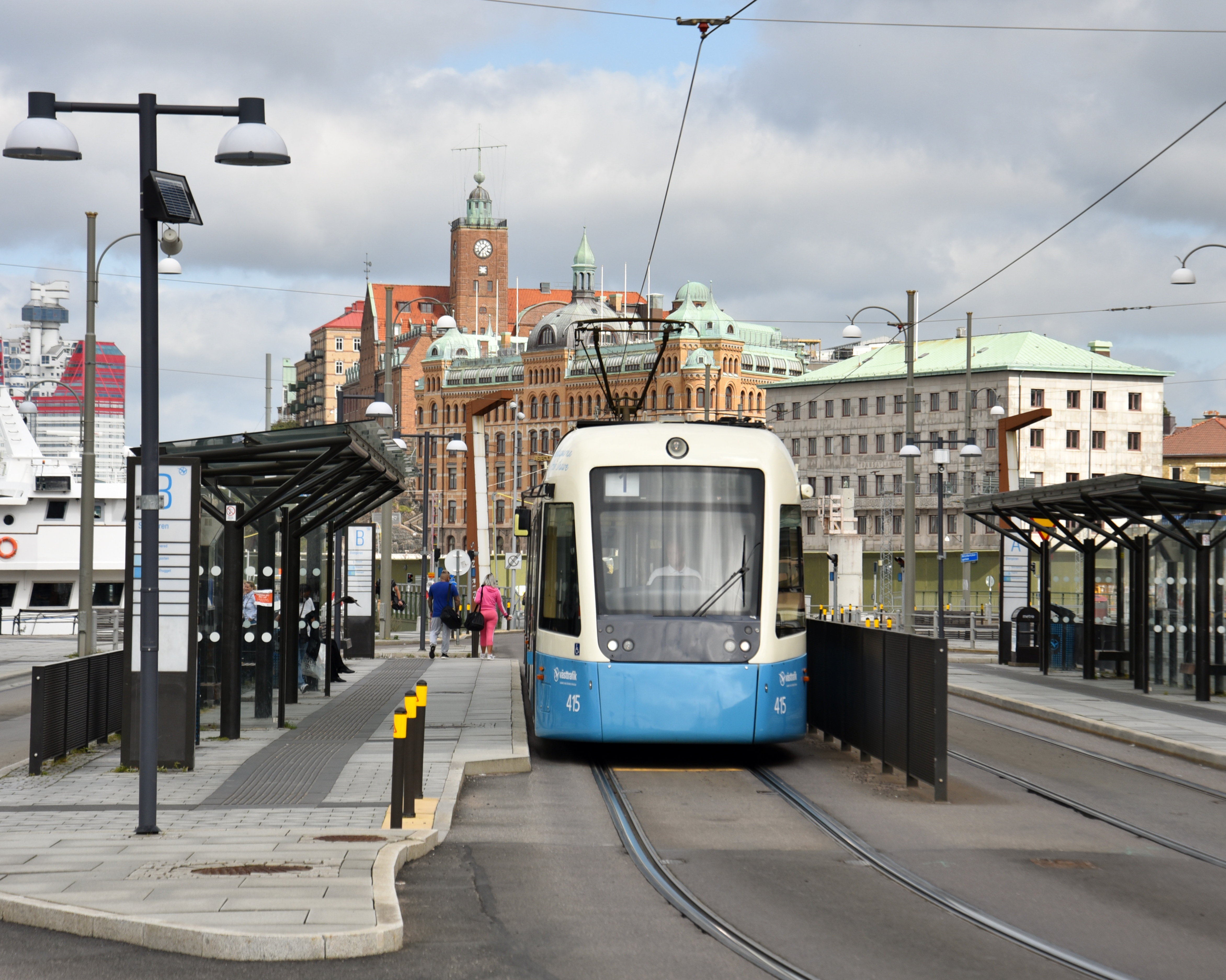
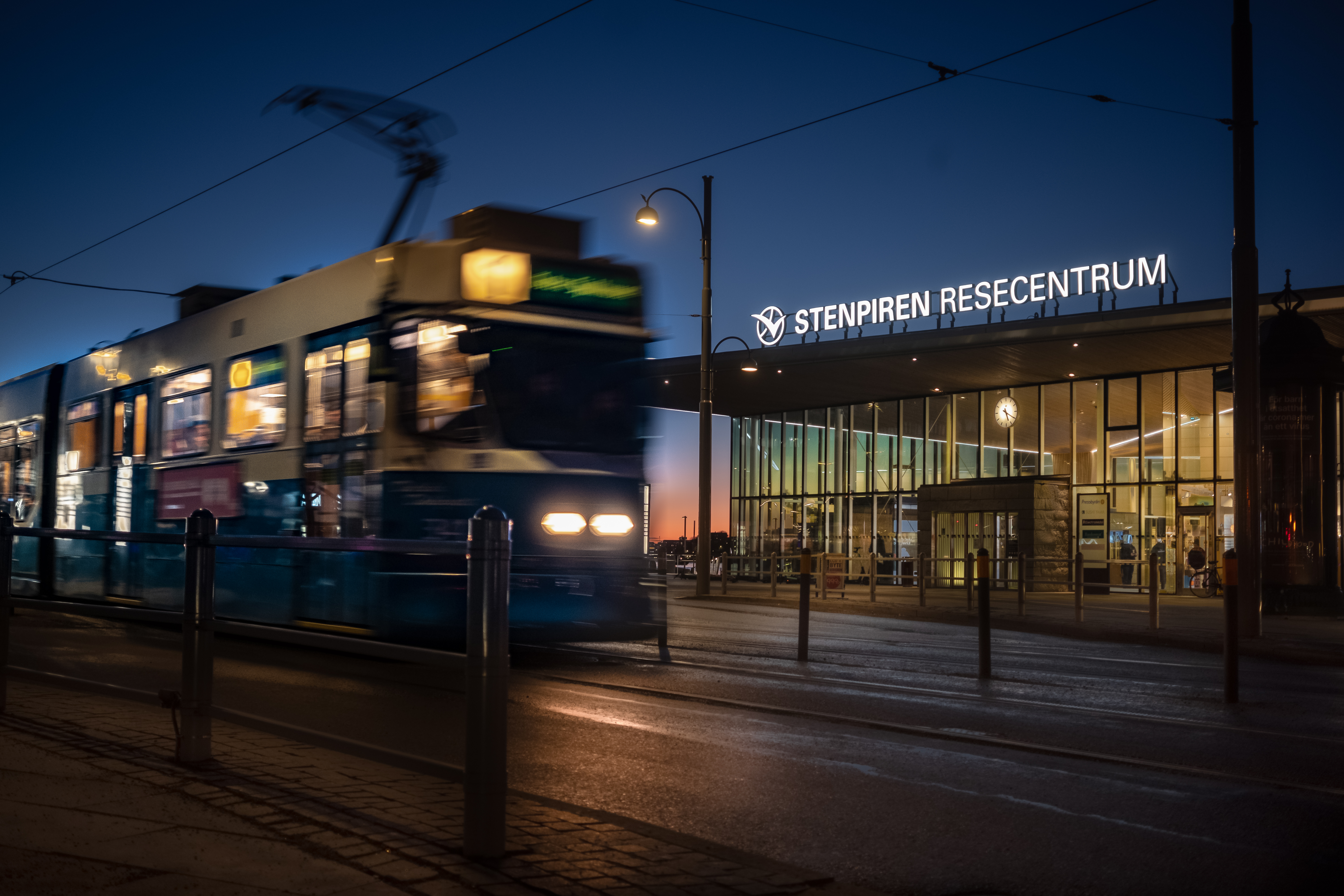